# Schlacht von Ceresole
Die Schlacht von Ceresole war eine Schlacht während der Italienischen Kriege zwischen Frankreich und den kombinierten Kräften von Habsburg und Spanien, die am 14. April 1544 außerhalb des Dorfes Ceresole Alba stattfand. An der Spitze des französischen Heers stand François de Bourbon, comte d’Enghien. Das kaiserliche Heer wurde von Alfonso d’Avalos, Marchese del Vasto (siehe auch Avalos), geführt.
Sieger war das französische Heer.

## Vorgeschichte
Als das französische Heer dabei war, Carignano einzunehmen, das von den Habsburgern erobert worden war, versuchte d’Avolos mit seinen Truppen eine Stellung einzunehmen, welche die Franzosen dazu zwingen würde ihre Belagerung abzubrechen. Das Manöver scheiterte unter anderem wegen Regenwetters, welches die Straßen aufweichte und es so dem Heer und den großen Proviantkolonnen unmöglich machte das angenommene Ziel in angemessener Zeit zu erreichen. Der junge François hatte das Manöver d’Avalos vorausgesehen und seinen König um Erlaubnis ersucht und diese erhalten, eine offene Schlacht zu bestreiten. Morgens um 3 Uhr am 11. April brachen seine Truppen aus dem Lager vor Carignano auf und trafen auf die rechte Flanke von d’Avalos, der sich seit dem 10. April in Ceresòle d’Alba aufhielt. D’Avalos entschied sich dazu die Schlacht anzunehmen und damit Carignano nicht aufzugeben. Die Kräfte waren ziemlich ausgeglichen als sie sich zur Schlacht stellten, die Habsburger mit den Spaniern hatten eine leichte Überzahl an Fußvolk, die Franzosen hatten jedoch eine zahlenmäßige überlegene Reiterei. Beide Kräfte verfügten über Geschütze.

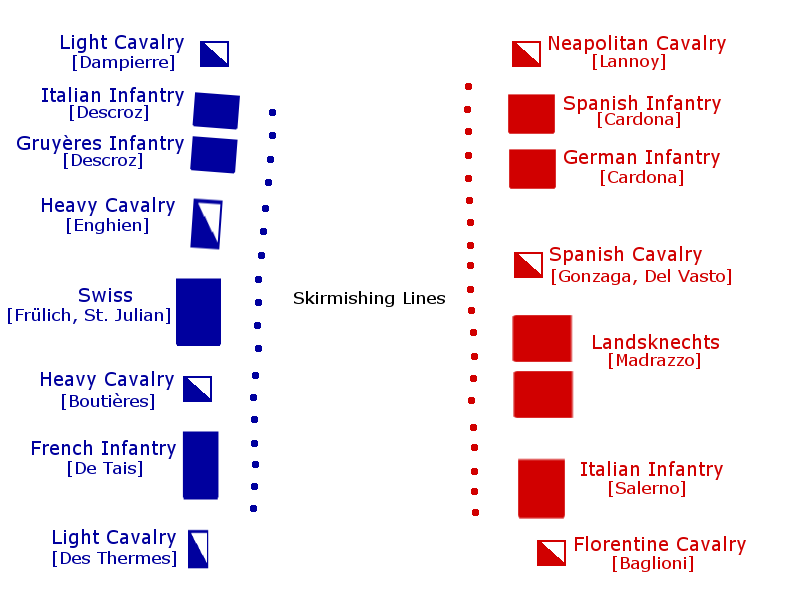
Die Aufstellung am Anfang der Schlacht und während des gegenseitigen Beschuss; die Franzosen sind in blau, die Habsburger in Rot

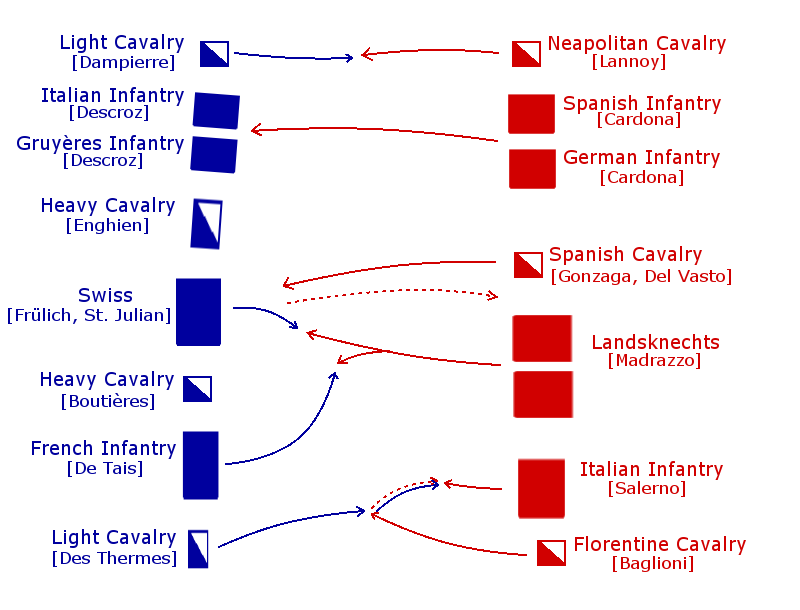
Frühe Phase der Schlacht, zeigt die Kaiserliche Armee beim Vormarsch, die Flucht der florentinischen Reiter, die Aufteilung der Landsknechte und den Angriff und Rückzug der spanischen Reiterei

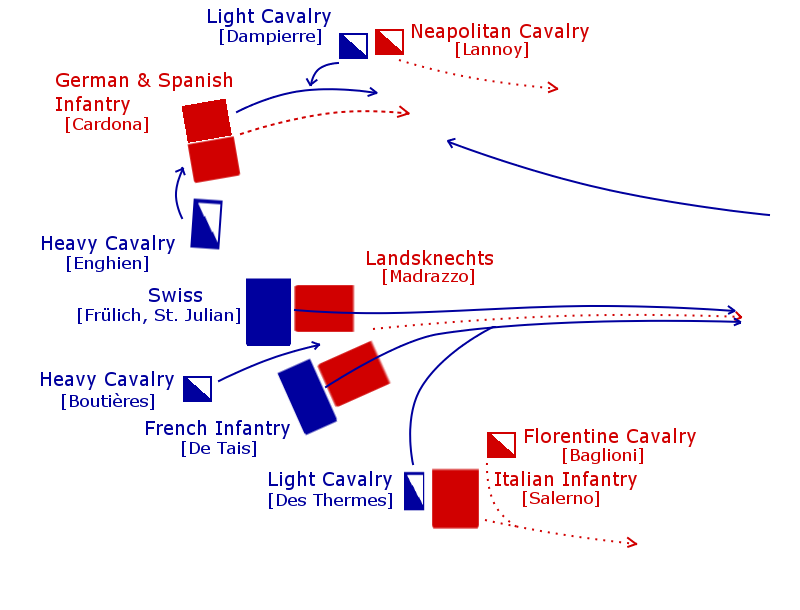
Zweite Phase der Schlacht, zeigt die Flucht der Landsknechte, den Rückzug von Sanseverino, den Angriff der schweren Reiterei von Enghien, den Rückzug der habsburgischen und spanischen Infanterie und die Rückkehr der schweizerischen und französischen Infanterie von Ceresole

## Schlachtverlauf
Als sich beide Generäle dazu entschlossen hatten die Schlacht zu schlagen, begannen beide zu versuchen den Vorteil der Defensive für sich zu gewinnen und den Gegner zum Angriff zu verleiten, da beide Generäle große Erwartungen in den Gebrauch von Feuerwaffen setzten, welche bei der Schlacht bei Pavia entscheidend gewirkt hatten.
Beide Kontrahenten hatten ihre Pikeniere in drei Haufen nebeneinander aufgestellt. An jeder Flanke der Haufen war Kavallerie positioniert. Nun begann das Gefecht nach moderner Art mit einem stundenlangen Artillerie- und Schützenfeuer. Die Tirailleure hatten es im offenen Feld schwer und mussten oft vor der feindlichen Kavallerie zurückweichen. Ein großer Erfolg des lang andauernden Geplänkels blieb jedoch aus, da sich die Bedingungen für Schützen anders gestalteten als bei Pavia. Von größerer Bedeutung für den Verlauf der Schlacht war allerdings das Artilleriefeuer, obgleich es nicht die Entscheidung herbeiführte.
Erst nach langem Beschuss entschloss sich d’Avalos dazu zum Angriff überzugehen. Der rechte Flügel der Kaiserlichen bestehend aus erfahrenen Landsknechten und Spaniern traf auf einen Haufen von neu ausgehobenen schweizerischen Söldnern (Greyerzer) und schlug diesen aus dem Feld. Der siegreiche habsburgerische Haufen ging aber anschließend zur Verfolgung des geschlagenen schweizerischen Haufens über, anstatt direkt ins Zentrum zu schwenken, um dort weiter zu kämpfen. Auch schwere Reiterei der Franzosen konnte den habsburgerischen Haufen nicht stoppen.
Im Zentrum stieß jedoch ein unerfahrener Haufen von Landsknechten der Habsburger auf einen schon erfahrenen der Schweizer unter Hauptmann Fröhlich. Hier wurde auch die leichte Reiterei aus Spaniern von schwerer Reiterei der Franzosen geschlagen, welche die Landsknechte im Zentrum hätte unterstützen sollen. Auch so sah es schon schlecht aus für die Landsknechte im Zentrum, aber es kam noch der dritte Haufen der Franzosen zusammengesetzt aus Gascognern dem Zentrum zu Hilfe und flankierte die Landsknechte. Dies war dadurch möglich geworden, weil sich der dritte Haufen der Habsburger bestehend aus Italienern zurückhalten musste, da er klein war und aus vielen Schützen bestand, welche sich vor französischer leichter Reiterei zurückziehen mussten; auch vermochte sich die florentinische Reiterei der französischen nicht zu erwehren, welche den italienischen Haufen begleitete.
Die Landsknechte im Zentrum waren schon besiegt, als endlich der zuerst siegreiche rechte Flügel der Habsburger, der den fatalen Fehler gemacht hatte die Verfolgung aufzunehmen und nicht zu helfen, wieder zurück aufs Schlachtfeld kam, doch konnte er das Blatt nicht mehr wenden und wurde von allen Seiten angegriffen und schließlich aufgerieben.
Die Verluste auf kaiserlicher Seite waren enorm, etwa die Hälfte des Heeres, davon 5000 Mann tot.

## Besonderheiten
Die Besonderheiten dieser Schlacht scheinen durch Feuerwaffen bestimmt zu werden und zwar sowohl durch das, was sie leisteten und das was von ihnen erwartet wurde, sie aber noch nicht im Stande war zu leisten. In den früheren großen Schlachten der Italienerkriege gab es immer einen deutlichen Angreifer und einen klar markierten Verteidiger. Dies war bei dieser Schlacht anders, da beide Gegner die Defensive suchten, um von dem Vorteil der Geschütze Gebrauch zu machen, damit aus der Ferne die gegnerischen Verluste maximiert werden konnten und dadurch die eigenen minimiert wurden.
Auch stellten die Habsburger erstmals Schützen mit Arkebusen und Pistolen ins zweite Glied des Pikenierhaufens, die beim Zusammenprall in den gegnerischen Haufen schießen sollten. Dadurch wurde der Haufen der Landsknechte gelockert, da es Lücken für die Schützen brauchte, und somit die Wucht beim Zusammenstoß gemindert, was ein Nachteil war. Trotz dieses Kunstgriffes besiegten die Landsknechte die schweizerischen Söldner nicht.
Man sieht somit, dass die Feuerwaffen einen gewissen Einfluss auf die Schlacht hatten, wie die Artillerie, aber trotzdem konnten sie letztendlich die Entscheidung nicht herbeiführen.

## Folgen
Obwohl die französischen Truppen siegten, war der Erfolg gering. Sie konnten zwar Carignano einnehmen, doch weiter vermochten sie nichts, da sich Kaiser Karl V. direkt auf einen Einfall in Frankreich rüstete. Somit ließ der französische König seine Truppen aus Italien abziehen.